# John King Davis
John King Davis (Kew (Londen), 19 februari 1884 - Toorak, 8 mei 1967) was een Australisch ontdekkingsreiziger en kapitein van Britse afkomst.

## Biografie
Davis werd geboren in Kew. Tijdens de Nimrod-expeditie (1907-1909) onder leiding van Ernest Shackleton werd hij onderweg gepromoveerd van chief officer tot kapitein. Ook later deed hij nog onderzoek in Antarctica. Hij was kapitein van het schip SY Aurora tijdens de expeditie onder leiding van Douglas Mawson (1911-1914). Hierna diende Davis in de Eerste Wereldoorlog. Na de oorlog ging hij verder met zijn reizen naar Antarctica. In 1929 nam hij opnieuw deel aan een expeditie met Douglas Mawson. 
Davis ontving driemaal de Polar Medal. Het onderzoeksstation Davis Station op Antarctica is naar hem vernoemd.
Davis overleed in 1967 op 83-jarige leeftijd. 